# Никулин, Василий Иванович
Василий Иванович Никулин — советский хозяйственный, государственный и политический деятель, Герой Социалистического Труда.

## Биография
Родился в 1933 году в селе Чертановка. Член КПСС.
С 1948 года — на хозяйственной, общественной и политической работе. В 1948—1989 гг. — колхозник, механизатор местного колхоза имени Сталина в селе Чертановка, звеньевой колхоза имени XX съезда КПСС Кузоватовского района Ульяновской области.
Указом Президиума Верховного Совета СССР от 29 августа 1986 года за выдающиеся производственные достижения, успешное выполнение заданий одиннадцатой пятилетки и социалистических обязательств и проявленную трудовую доблесть присвоено звание Героя Социалистического Труда с вручением ордена Ленина и золотой медали «Серп и Молот».
Делегат XXVII съезда КПСС. Делегат IV Всесоюзного съезда колхозников.
Умер в родном селе Чертановка в 2004 году.